# Tribulopis solandri
Tribulopis solandri är en pockenholtsväxtart som beskrevs av Robert Brown. Tribulopis solandri ingår i släktet Tribulopis och familjen pockenholtsväxter. Inga underarter finns listade i Catalogue of Life.